# Paul Frère

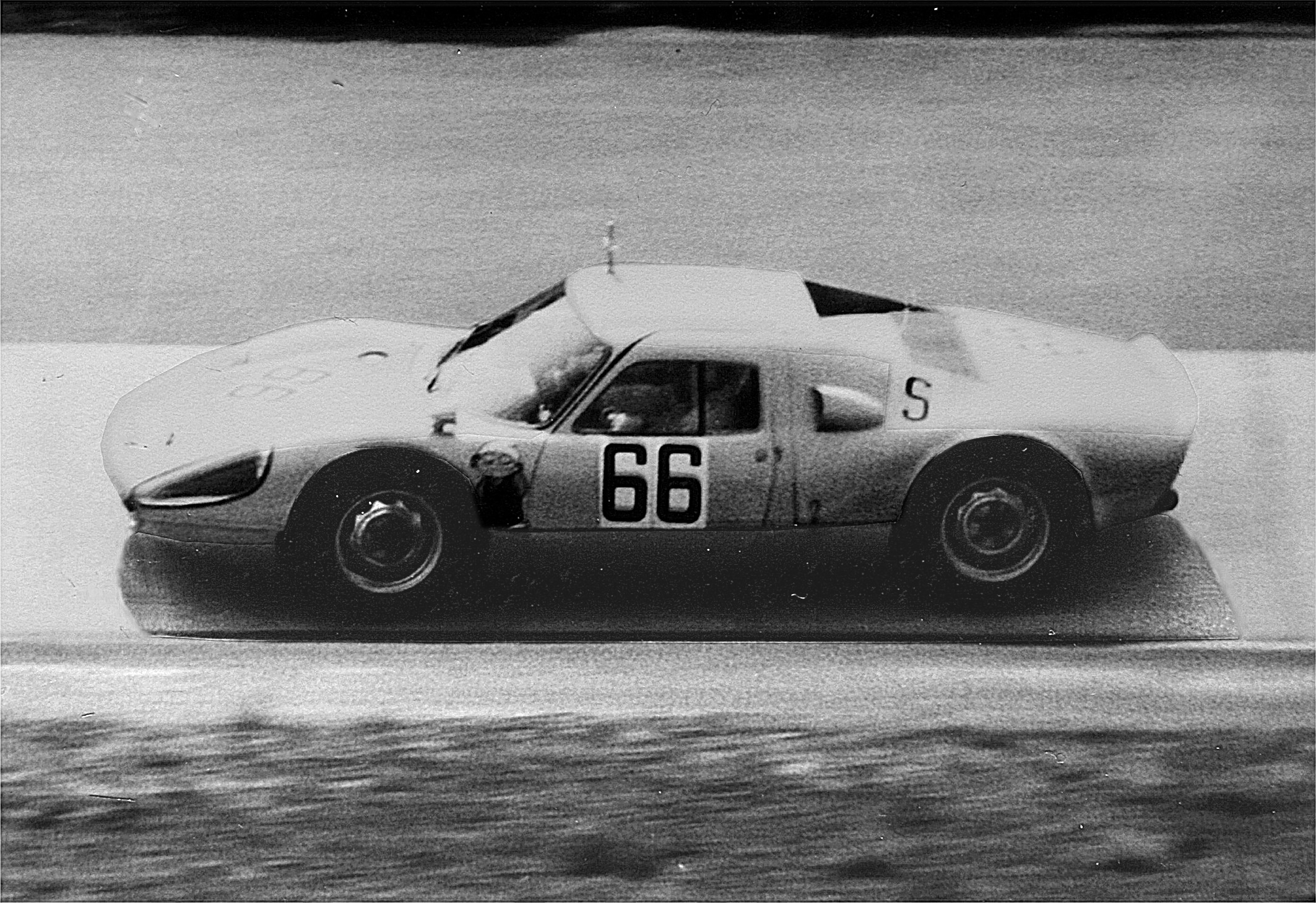
Porsche 904

Paul Frère (Le Havre (Frankrijk), 30 januari 1917 - Saint-Paul-de-Vence (Frankrijk), 23 februari 2008) was een Belgische Formule 1-coureur.
Frère heeft als semi-prof gedurende 15 jaar geracet en was een zeer getalenteerd en gerespecteerd internationaal automobieljournalist. Zijn carrière kwam pas echt uit de startblokken nadat hij in 1952 bij de Grand Prix des Frontières op het Chimay stratencircuit een vijfde plaats had gehaald in een HWM. Hierna werd hij al snel opgenomen door het Ferrari Formule 1 team. Zijn beste resultaat was een tweede plaats achter Peter Collins in een Lancia-Ferrari in de Belgische Grand Prix in 1956 waarna hij vier jaar later een overwinning binnensleepte in de 24 uur van Le Mans, met een Ferrari 250TR die hij deelde met landgenoot Olivier Gendebien.
In totaal heeft hij 11 Grands Prix gereden. Hij werd ook drie keer Belgisch kampioen roeien, in de vier met (1946) en de vier zonder (1946 en 1947).
Frere werkte als autotester vanaf  18 april 1977 tot medio mei 1994 mee aan het autoprogramma Telemotor van het Duitse  ZDF. 
Hij eindigde in 2005 op nr. 580 in de Vlaamse versie van De Grootste Belg, buiten de officiële nominatielijst.
Paul Frère overleed op zaterdag 23 februari 2008 op 91-jarige leeftijd in Saint-Paul-de-Vence.